# Cob

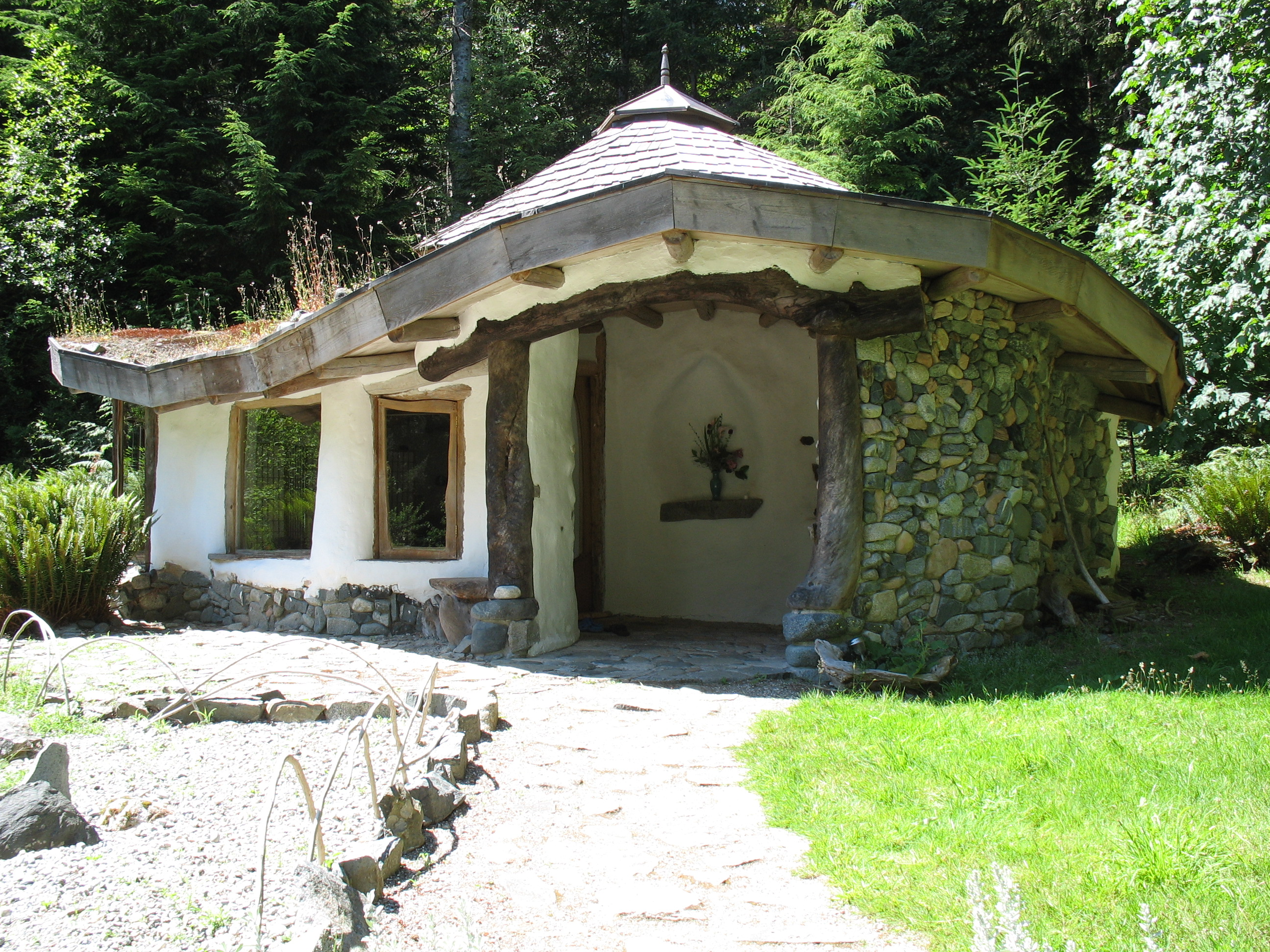
Un ejemplo de una vivienda moderna en estilo del Pacífico Noroeste. El exterior del muro de cob ha sido modelado para darle una atractiva y uniforme apariencia.

En Inglaterra se utiliza popularmente la palabra cob (cuyo sinónimo en castellano sería "mazorca") para designar a las masas redondeadas de tierra. En particular se utilizan para la edificación de viviendas; desde Gran Bretaña tal palabra y su significado edilicio se han difundido, desde fines del siglo XX a prácticamente todo nuestro planeta.

## Definición
El cob es un material de construcción cuyos componentes son arcilla, arena, paja y barro común de tierra. En tal sentido el cob es muy semejante al adobe y al tapial (adobe moderno cal), teniendo aproximadamente las mismas proporciones de materiales constituyentes. El proceso de fabricación del cob permite que las construcciones realizadas no requieran ser transformadas previamente en ladrillos, sino que, al igual que en el tapial, el conjunto se construye a partir de los cimientos, en muros de un solo bloque.
Según sus promotores, el cob es incombustible y resulta antisísmico[cita requerida]; lo innegable es que se trata de un material muy económico, ecológico, resistente a los agentes climáticos y, por su ductilidad, fácilmente trabajable y moldeable.
El cob, dada su ya indicada ductilidad, puede asimismo ser utilizado para crear formas artísticas, esculturales y está siendo reconsiderado desde fines del siglo XX e inicios del presente siglo XXI como un modo bastante natural y muy eficaz de edificación para viviendas.

## Historia y uso

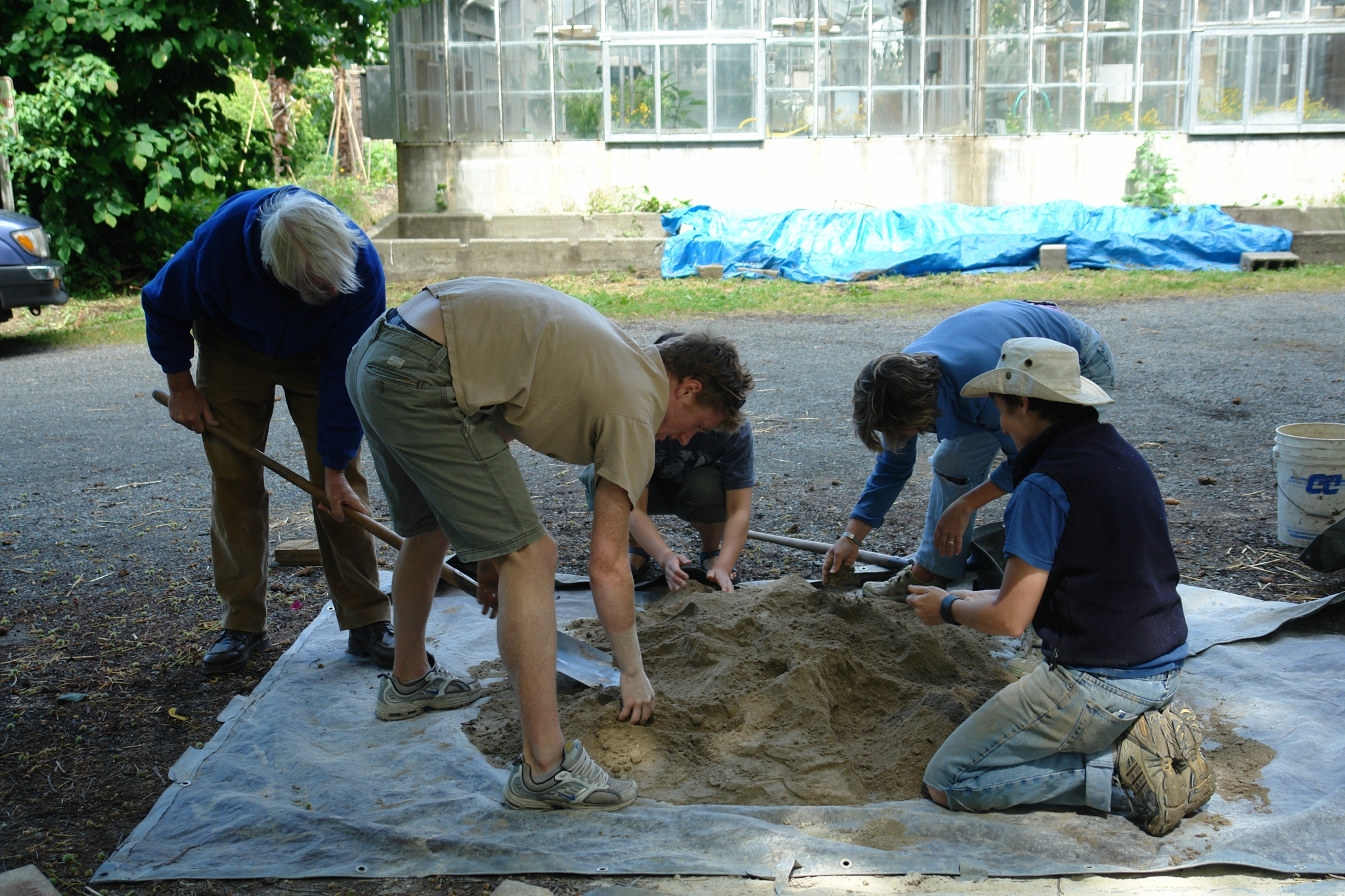
La construcción con cob es una actividad altamente cooperativa, como se ve en esta obra realizada por la Universidad de Washington.

El cob es un material de construcción muy antiguo (existe, junto con el adobe y el tapial, ya desde al menos inicios del neolítico — hace entre 10.000 a 8000 años a. C.— ) utilizado en la prehistoria por algunas poblaciones humanas sedentarizadas. Las estructuras de tierra (cob o mismo material con diversos nombres) se pueden encontrar en zonas muy distantes entre sí, diversas culturas, y los más distintos climas. En el actual estado llamado Reino Unido es frecuente ver casas y cottages de cob en el Devon, y el país de Cornualles. En el país de Gales (principalmente en el valle de Glamorgan y la Península de Gower. En la bahía de Donegal del Úlster (Irlanda del Norte) y ya dentro del actual territorio soberano de Irlanda en el sudoeste, especialmente en el Munster; también se encuentran muchas edificaciones de cob en el Finisterre de Bretaña en donde existen hogares aún habitados construidos hace 500 años.
Muchos antiguos edificios de tierra persisten actualmente en África, Medio Oriente y algunas zonas de los Estados Unidos (cob tipo británico en antiguas casas de Nueva Inglaterra y "cob" prehispánico, adobe y tapial en el Oeste, principalmente entre los taos del norte de Nuevo México).
En general, la construcción con tierra tipo cob es más propia de climas húmedos, mientras que la técnica del adobe y el tapial es característica de climas más secos y soleados. Esto se debe a las dificultades para secar los ladrillos o adobes en los climas más lluviosos.

## Técnica
Tal como se ha indicado al inicio, el cob puede parecer muy semejante al adobe, sin embargo a diferencia del adobe, el cob no requiere de ladrillos o bloques premoldeados ni una posterior sillería en donde se asientan los ladrillos (ya que éstos en el cob no existen).
 
A su vez, la diferencia con el tapial es el proceso de compactado, que en el cob es más rústico, pues la mezcla se compacta en el suelo, mientras que en el tapial la tierra se encofra y se compacta "in situ" sobre el propio muro.

Tradicionalmente el cob es una mezcla de arcilla con paja y agua establecida sobre sólidos cimientos cavados (preferentemente sobre un suelo con subsuelo rocoso). Para homogeneizar y compactar tal mezcla se utilizaban bueyes que la pisoteaban (práctica denominada cobbing). Posteriormente, cuando la masa tomaba la suficiente consistencia y homogeneidad, los trabajadores iban alzando y modelando las paredes. La elevación de las paredes progresa según el tiempo de presecado que tuvo la mezcla (si está demasiado húmeda no sirve; si está demasiado seca tampoco: debe tener una consistencia moldeable aunque no delicuescente). Después del secado y suficiente consolidación de las paredes, el paso siguiente es el "ajuste" o precisado de tales paredes. En efecto, las paredes se ajustan a (relativamente) pocos elementos estructurales, como jambas y dinteles con las que se realizan las puertas, colocadas como estructurantes o elementos de consolidación, por medio de los cuales las paredes toman las formas definitivas. En Gran Bretaña (con un clima muy húmedo, bastante ventoso, temperaturas casi nunca elevadas y poco sol) las paredes de las edificaciones antiguas en cob poseían grosores de entre más de 50 cm (aproximadamente unas 24 pulgadas = 60,96 cm), una vez construidas las paredes, las ventanas eran convenientemente excavadas (el vano o espacio vacío de las ventanas no debía ser demasiado grande, aunque sí convenía que estuviera orientado hacia los puntos más iluminados por el sol, por ejemplo en forma de muro Trombe) dando a los hogares el aspecto interno abrigado que les es característico.
El material y espesor de estas paredes con alto valor de aislamiento térmico facilita que las temperaturas en los interiores se mantengan bastante estables: en verano o durante los días cálidos bastante frescas, y cálidas en los días fríos.

Llama la atención del cob que pese a los materiales con los que se compone, éste se mantenga perfectamente firme en climas muy húmedos y lluviosos.
Aunque no es indispensable, al cob se le suele dar un acabado con revoco o con cal, según las costumbres tradicionales o los gustos personales. Se pueden realizar fácilmente relieves artísticos en las paredes, siempre y cuando estos no sean bajorrelieves muy profundos que puedan debilitar la estructura.

En la actualidad el trabajo de los bueyes para el cobbing es fácilmente substituido por máquinas, aunque en lugar de ellas tal cobbing suele ser efectuado por los seres humanos en cooperativa.

En la región del Pacífico Nororiental de Norteamérica se ha producido un resurgir de las construcciones en cob como una forma práctica y deseable de vivienda, principalmente en las Islas del Golfo (Gulf Islands) de la Columbia Británica (Canadá) en donde se han constituidos grupos de trabajo cooperativos.

## Innovaciones

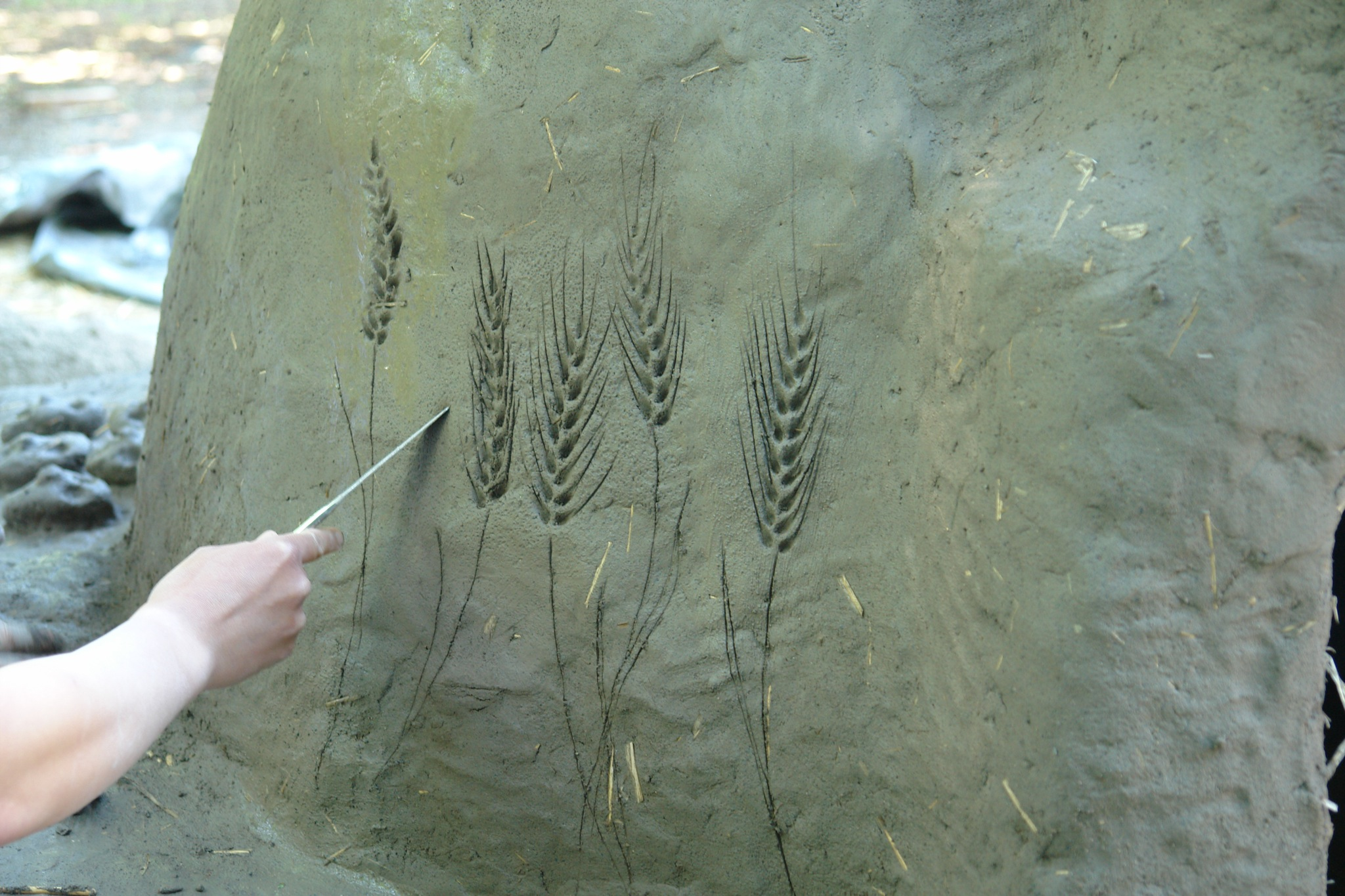
Uno de los más deseables atributos del cob es su ductilidad para poder realizar formas singulares manualmente, incluyendo estéticos diseños de una arte basado en la naturaleza.

Cuando Kevin McCabe edificó su casa de dos pisos con cuatro dormitorios en 1944, ésta fue la primera construcción con cob realizada en Inglaterra desde hacía setenta años. El método que utilizó fue muy tradicional; las únicas innovaciones fueron el uso de un tractor en lugar de bueyes para realizar la mezcla, y el añadido de arena o de shillet (una grava de pizarra) para reducir las posibles contracciones del material al secarse.
Más moderno es el proceso conocido como Oregón cob (Oregon Cob) ideado por el arquitecto galés Ianto Evans y la investigadora Linda Smiley en los 1980s. En este sistema se mezclan el moldeo de muros de un solo bloque de cob con panes de fango, arena y paja (es decir, con partes semejantes a ladrillos de adobe) dándole al conjunto un estilo de formas curvilíneas que tienden a hacerlo estructuralmente más resistente.
En el presente las viviendas de cob suelen incluir sistemas de calefacción, iluminación, etc ecológicos y autosustentables; por ejemplo paneles solares, y vanos (puertas y ventanas) orientados hacia el punto de mayor soleamiento si el lugar posee temporadas frías. Por ejemplo en el Hemisferio Sur la orientación de los vanos es preferentemente hacia el norte o mejor aún hacia el noreste; mientras que en el Hemisferio Norte la orientación es hacia el sur y sureste. En zonas cálidas se plantea la construcción con techos elevados preferentemente en bóveda de cañón (ya que tal diseño facilita la ventilación al mismo tiempo que refuerza la estructura) y los vanos orientados sesgadamente respecto al ángulo de incidencia de la luz solar, procurando que haya buena ventilación (en lo posible por convección), situando los dormitorios en los pisos superiores. En las zonas cálidas también se suelen blanquear las paredes externas o, al menos, los contornos de las ventanas y las puertas.